# موسینتس
موسینتس (به اسپانیایی: Mucientes) یک شهرستان در اسپانیا است که در استان وایادولید واقع شده‌است.